# Гласоноша (лист)
Гласоноша: лист за књижевност, забаву и новости је српски часопис који је излазио од 17. фебруара 1885. године, до 17. септембра 1885.

## О часопису
Лист Гласоношу су испуњавале странице са разноврсним садржајем међу којима је било анегдота, занимљивости, савета, дешавања у свету (као и домаћих вести), цена са пијаца, странице посвећене књижевности, здрављу и мноштво огласа.
Лист је на српском језику. Дигитализована верзија налази се на сајту Универзитетске библиотеке Светозар Марковић у Београду, у одељку Дигитална библиотека.

### Историјат
Часопис Гласоноша почео је да излази 17. фебруара 1885. године. Ваљеву, једном трговачком месту, одувек је био потребан лист, у коме би се, поред трговачких и страних новости, могли наћи и огласи. То се није могло остварити без штампарије, међутим, штампарија се убрзо појавила, а са њом и нови лист који добија име Гласоноша.

### Периодичност излажења
Гласоноша је излазила два пута недељно, сваког уторка и петка.

## Претплата
Претплата у Ваљеву се примала у штампарији и књижари Тасе Стојановића, у Београду у штампарији Задруге штампарских радника, у Пожаревцу у филијали Задруге штампарских радника. Уредници су апеловали на грађане да се у што већем броју претплате на лист, јер од њих зависи опстанак Гласоноше, а од опстанка Гласоноше зависи опстанак штампарије.
Највише претплатника је било из Ваљева, али се претплата вршила и у околним градовима као што су Београд, Смедерево, Шабац и други.

## Уредници
- Главни уредник био је Љубомир П. Ненадовић.
- Одговорни уредник Јован Ј. Молнар.
- Власник часописа била је Филијала Задруге штампарских радника у Ваљеву.

## Рубрике
Ово су најчешће рубрике часописа.
- Домаће новости
- Стране новости (Стране вести)
- Забава
- Огласи
- Трговина

## Порука читаоцима
Уредништво обавештава своје читаоце да лист Гласоноша престаје са излажењем јер готово сви претплатници одлазе у логор. Опраштају се са читаоцима и захваљују на дотадашњем ангажовању.
Последњи, 59. број изашао је 17. септембра 1885. године.